# Dhimo Gogollari
Dhimo Llukan Gogollari (ur. 1931 w Përmecie, zm. we wrześniu 1986 w Tiranie) – albański rzeźbiarz.

## Życiorys
Był synem Llukana Gogollariego i Katiny. W 1952 ukończył liceum artystyczne Jordan Misja w Tiranie, w klasie Odhise Paskaliego. W 1955 wyjechał na studia w Akademii Sztuk Pięknych w Pradze, na kierunku rzeźby. Studia w klasie prof. Jana Kavana ukończył w 1961 i powrócił do Albanii. Pracował w fabryce porcelany w Tiranie do 1970, kiedy otrzymał etat nauczyciela w liceum artystycznym Jordan Misja. W marcu 1979 był jednym ze świadków oskarżenia w procesie Maksa Velo, potwierdzając krytyczny stosunek Velo do socrealizmu. Zmarł nagle w 1986, w trakcie przygotowywania wystawy indywidualnej. Największa kolekcja rzeźb Gogollariego znajduje się w zbiorach Narodowej Galerii Sztuki w Tiranie.

## Twórczość
W dorobku artysty dominują rzeźby w konwencji socrealistycznej, w większości odnoszące się do historii Albanii i scen z życia robotników przemysłowych. Po raz pierwszy zaprezentowano publicznie prace Gogollariego na wystawie zbiorowej w 1952 w Tiranie. Rzeźby artysty były także eksponowane na wystawach sztuki albańskiej w Aleksandrii, Skopju i w Rzymie. Za swoją twórczość został odznaczony Orderem Naima Frashëriego I klasy.